# Fermati e prendi fiato
Fermati e prendi fiato è un libro scritto dal conferenziere e consulente manageriale Jeff Davidson, indirizzato a tutti coloro che si sentono soffocati dagli impegni e che hanno perso il controllo della propria vita. Il libro enuncia una serie di tecniche preposte a tenere sotto controllo l'ambiente in cui il soggetto vive, a ritagliarsi uno spazio necessario per svolgere ciò che gradisce l'interessato ed a guadagnare energia dai risultati ottenuti piano piano che può essere rilanciata per nuovi slanci.
L'autore cerca di spiegare come sia possibile limitare tensione, ansia e stress, sentendosi ogni giorno meglio e centrando i propri obiettivi e restando, nello stesso tempo autentici e spontanei.

## Edizioni
- Jeff Davidson, Fermati e prendi fiato, FrancoAngeli, 1993,  pp.192 , cap. 5.